# Flugplatz Bossangoa

i7
i11
i13
Der Flugplatz Bossangoa (französisch Aéroport de Bossangoa, IATA-Code: BSN, ICAO-Code: FEFS) ist der Flugplatz von Bossangoa, der Hauptstadt der Präfektur Ouham im westlichen Zentrum der Zentralafrikanischen Republik.
Der Flugplatz liegt am Westrand der Stadt auf einer Höhe von 499 m. Seine Start- und Landebahn ist unbefestigt und verfügt nicht über eine Befeuerung. Im Osten ist sie von bebautem Gebiet umgeben, westlich schließen sich landwirtschaftlich genutzte Gebiete an. Der Flugplatz kann nur tagsüber und nur nach Sichtflugregeln angeflogen werden. Er verfügt nicht über reguläre Passagierverbindungen.